# Ektoplasma

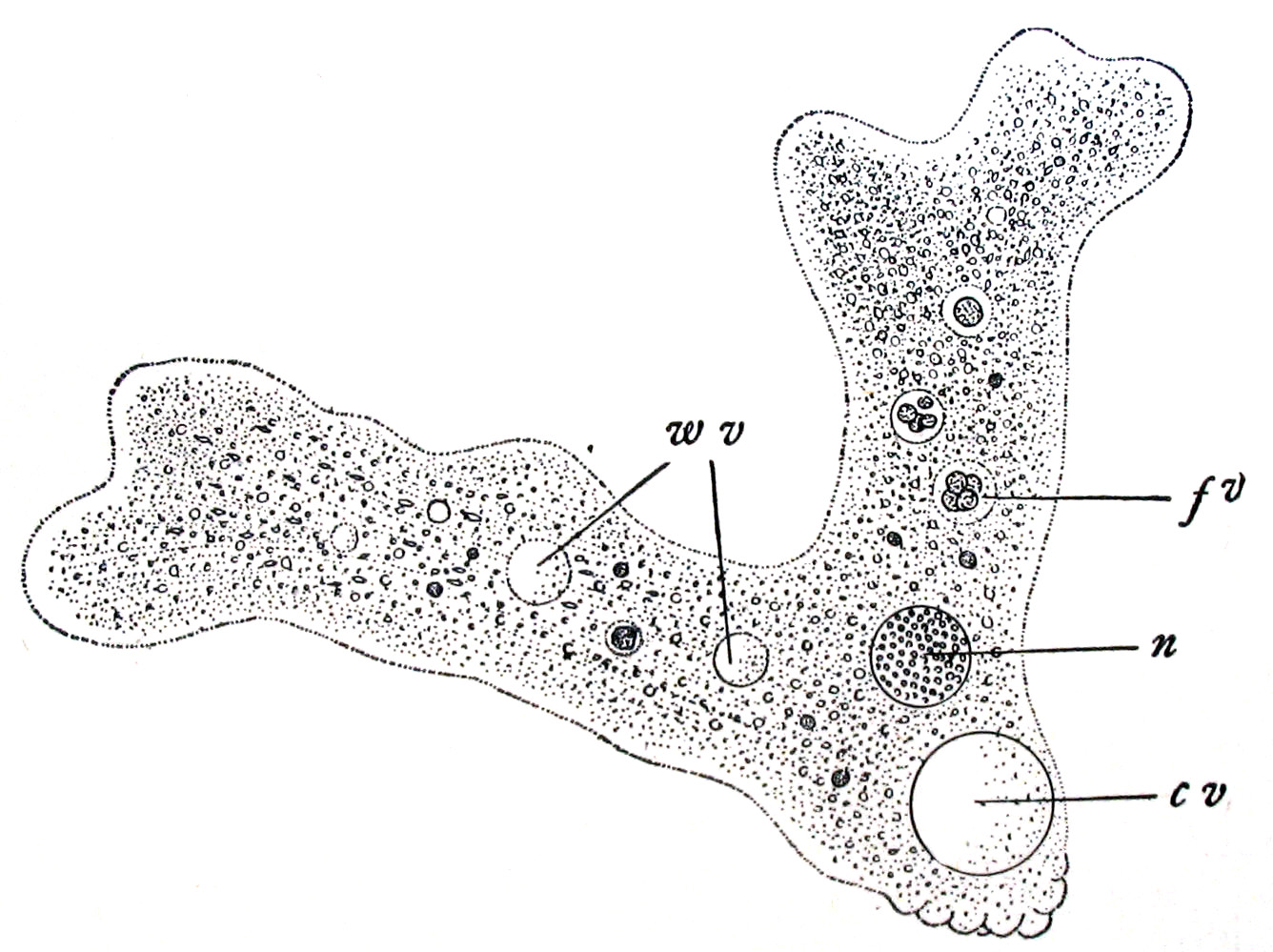
Eine Amöbe in einer Zeichnung von 1900: Das Endoplasma füllt fast den ganzen Zellbereich aus, das Ektoplasma ist dagegen nur am Rand vorhanden.

Das Ektoplasma, auch Außenplasma oder Ektosark, ist die äußere Schicht des Zytoplasmas vieler einzelliger Organismen. Den innenliegenden Teil des Zytoplasmas dagegen bezeichnet man als Endoplasma, wobei beide Plasmaarten nicht grundsätzlich verschieden sind, sondern sich lediglich in ihrer Konsistenz und unterschiedlichen Verteilung intraplasmatischer Organellen voneinander unterscheiden.

## Aufbau und Funktion
Das Ektoplasma enthält im Gegensatz zum Endoplasma keine Organellen. Es erscheint im Mikroskop homogen durchscheinend und hat eine gelartige Konsistenz mit höherer Viskosität (Plasmagel) als das dünnerflüssige Sol des Endoplasmas (Plasmasol). Es ist im Normalfall reich an fibrillären Proteinen, vor allem Aktinen, die über Hilfsproteine wie Fimbrin, a-Actinin und Filamin zu einem starren Gel vernetzt werden können. Diese Versteifung wird gesteuert durch die Konzentration des Calciums (Ca2+), wobei sich die Strukturen bei höherer Ca2+-Konzentration auflösen und das Plasma in einen Solzustand übergeht.
Vor allem bei der Ausbildung von Pseudopodien kommt es zu einer Vermischung beider Bestandteile (Gel-Sol-Übergänge); das Ektoplasma verflüssigt sich und fließt in Richtung des Pseudopodiums, während das Endoplasma in das Pseudopodium fließt und am Rand viskoser wird. Bei der Fortbewegung unbeschalter Amöben kommt es zu einer Kontraktion im Ektoplasma, die durch Actin vermittelt wird, wodurch das flüssige Endoplasma eine Strömung entwickelt und in das Pseudopodium fließt.